# Bourovec švestkový
Bourovec švestkový (Odonestis pruni) je nápadný noční motýl z čeledi bourovcovitých, omezeně se vyskytující i na území České republiky.

## Rozšíření
Areál rozšíření zahrnuje Evropu a teplejší oblasti Sibiře.
Jde o teplomilný druh, vyhledávající nezapojené porosty slunných lesostepí, řídké smíšené lesy, ale také starší zahrady či ovocné sady. Vyskytuje se především v nížinách a pahorkatinách, do hor dlouhodobě nevystupuje.
Nevyskytuje se hojně; v Červeném seznamu bezobratlých ČR (2017) je veden jako zranitelný druh.

## Popis

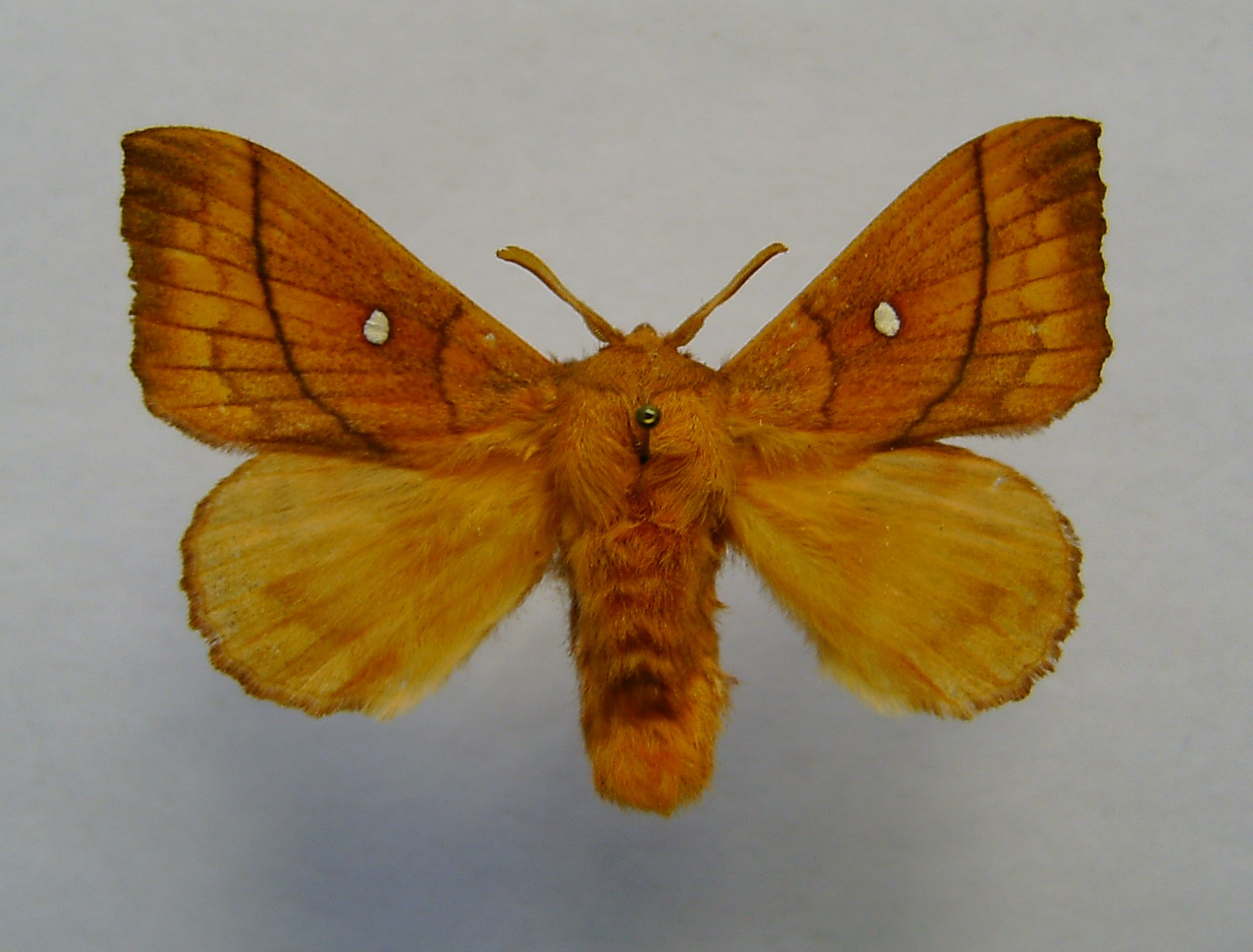
Sbírkový exemplář (samec)

Délka předního křídla je 25–34 mm. Základní barvou je pomerančově rezavá, někdy s jemným šedým popraškem. Přes přední křídlo prochází dvojice obloukovitých čar hnědé barvy, dělící plochu křídla na tři části. Někdy lze rozeznat také nevýraznou třetí příčku, která je klikatá, umístěná při vnějším okraji křídla. Uprostřed křídla se nachází nápadná bílá skvrna. Zadní křídla jsou bledší než křídla přední, pouze s náznakem středové příčky. Oba páry křídel mají zoubkovaný vnější okraj. Pohlaví se od sebe liší zejména tykadly, která jsou u samců dlouze hřebenitá; samice jsou též zavalitější.
Vajíčka jsou mírně oválná, křídově bílé barvy.
Housenky jsou modrošedé s hnědošedou hlavou; mohou dorůstat až 8 cm délky. Tělo je zdobeno nevýraznými žlutošedými skvrnami a žlutavými podélnými pruhy, pouze na hřbetní straně druhého článku se nachází výrazná červená skvrna.
Kukla je černá, uložená ve žlutavém zámotku.

## Bionomie

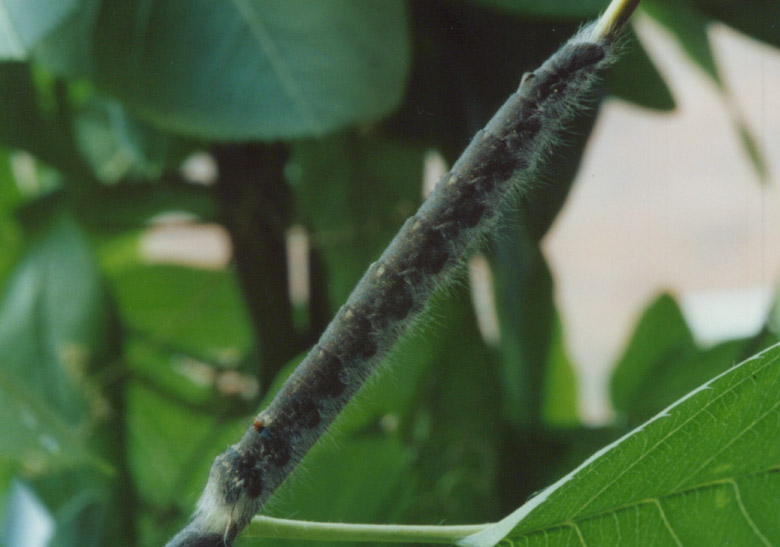
Housenka na jaře druhého roku

Během roku vytváří jednu generaci, jejíž motýly lze spatřit od června do začátku srpna. Přes den sedí se střechovitě složenými křídly, ukryti na kmenech, větvích či kamenech v podrostu. Aktivní jsou v noci, kdy zejména samci prudce a rychle létají. Obě pohlaví jsou lákána umělými zdroji světla.
Housenky se líhnou ještě na podzim, po krátkém žíru se ukládají k přezimování ve štěrbinách kůry stromů či podobných úkrytech, a po oteplení na jaře svůj vývoj dokončují (zpravidla v květnu). Živí se listy rozličných dřevin; z lesních druhů se jedná o duby, lípy, jilmy, břízy, jívy, hlohy či trnky, v zahradách pak švestky, třešně či hrušně. Housenky v zahradách jsou ale zpravidla zahubeny ještě před přezimováním, při podzimním ošetření stromů.
Stádium kukly trvá přibližně 4 týdny.